# Alberto Braglia
Alberto Braglia (Campogallano, província de Mòdena, Itàlia, 23 de març de 1883 - Mòdena, Itàlia, 5 de febrer de 1954) fou un gimnasta artístic italià, guanyador de tres medalles olímpiques.
Va participar, als 23 anys, en els Jocs Olímpics d'Estiu de 1906 realitzats a Atenes (Grècia), els anomenats Jocs Intercalats i que no estan reconeguts pel Comitè Olímpic Internacional (COI), on aconseguí guanyar la medalla de plata en la prova individual de cinc proves i en el concurs complet de sis proves, quedant en ambdues ocasions darrere el francès Pierre Payssé.
En els Jocs Olímpics d'Estiu de 1908 celebrats a Londres (Regne Unit) aconseguí guanyar la medalla d'or en la prova individual, un metall que aconseguí revalidar en els Jocs Olímpics d'Estiu de 1912 celebrats a Estocolm (Suècia). En aquests mateixos Jocs aconseguí guanyar una nova medalla en el concurs per equips i fou l'abanderat del seu país en la cerimònia inaugural.
Al llarg de la seva carrera aconseguí guanyar una única medalla en el Campionat del Món de gimnàstica artística. L'any 1932 fou l'encarregat d'entrenar l'equip italià de gimnàstica artística que participà en els Jocs Olímpics d'estiu de 1932 realitzats a Los Angeles (Estats Units).
Va morir el 1954 a la seva residència de la ciutat de Mòdena, en la més absoluta pobresa, a causa d'una trombosi.
En honor seu s'anomenà l'estadi de la ciutat de Mòdena, en el qual hi juguen el Modena Football Club i la Unione Sportiva Sassuolo Calcio.